# Орхан-бей Саруханид
Орхан-бей Саруханид (тур.  Orhan Bey; ум. 1412) — правитель бейлика Саруханогуллары, сын Исхака-бея и правнук основателя династии, Сарухана-бея.

## Биография

### До 1402 года
Орхан-бей был сыном третьего правителя бейлика Саруханогулларов, Исхака-челеби, и внук основателя бейлика, Сарухана-бея. Сообщений о смерти отца Орхана в хрониках нет, дата на его захоронении отсутствует. Согласно надписи на медресе Исхака-бея, он построил его в  780 году, значит в это время он ещё был жив. Ранее предполагалось, что Исхак умер в  790 (1388 году), и ему наследовал брат Орхана, Хызыр-шах. Однако позднее была обнаружена монета, отчеканенная в Манисе на десять лет раньше, в  780 (1378/79) году, с именем Орхана б. Исхака. Исходя из этого можно точно датировать смерть отца Орхана  780 годом и сделать вывод, что именно Орхан наследовал ему в 1378/79 году.
Приход Орхана-бея на трон Сарухана, вероятно, привёл к противостоянию его с братом, Хызыр-Шахом. Это ослабило бейлик и привело к усилению влияния Мурада I. Отряды из Сарухана участвовали в Косовской битве в 1389 году, значит беи Сарухана действовали, как османские вассалы. Известно, что в 1389 году Орхан-бей уже не был правителем бейлика: в это время или же разу после битвы беем стал Хызыр. После смерти в Косовской битве Мурада I Хызыр, как и Орхан, вступил в альянс под руководством Алаэддина Караманида против османов. Однако вскоре Хызыр-Шах предстал перед новым султаном, Баязидом I, изъявив покорность, в обмен Баязид оставил Хызыр-Шаху восточную часть бейлика, вероятно, пощадив как мужа сестры (по словам византийского историка Дуки Хызыр-Шах был женат на дочери Мурада I и сестре Баязида I). Судьба Орхана, который тоже сначала был сторонником Алаэддина Караманида, а потом сдался Баязиду, была другой. Согласно некоторым источникам он был среди беев, которые оказались пленены и заключены в Изнике или Бурсе. Однако достоверность этой информации не подтверждена. О местонахождении Орхана-бея в это время точных данных нет. Если информация о заключении Орхана верна, значит, ему удалось бежать, поскольку к 1402 году Орхан-бей нашёл убежище у Тамерлана.
Покорённые османами бейлики были преобразованы в санджаки, Саруханом стал править старший сын Баязида, Эртогрул.

### 1402 год
В битве при Анкаре  804 (1402) году принимал участие и Орхан. Он сражался на стороне Тамерлана. После поражения армии Баязида в битве и пленения Баязида Орхан Саруханоглу участвовал в преследовании бежавших войск и в захвате казны Баязида I. Эмират Тамерлан отдал Орхану, в составе отряда под командованием Мохаммеда Султана, внука Тамерлана, Орхан Саруханоглу дошёл до Манисы, столицы бейлика, которую занял 17 августа 1402 года. Правление Орхана подтверждается двумя серебряными монетами, одна из которых датирована 805 (1402) годом.

### После 1402 года
Второе правление Орхана-бея вызвало противодействие его брата, Хызыр-шаха. Летом  806 (1404) года Орхан и Хызыр-Шах вели борьбу за бейлик, в Менакибнаме (житии) шейха Бедреддина написано, что «румские беи послали друг против друга войска, и народ саруханский озлобился». Через некоторое время Орхан-бей проиграл, и Хызыр-шах опять занял трон Сарухана. Хызыр-Шах действовал вместе с Джунейдом Измироглу и поддерживал османского принца Сулеймана Челеби в его борьбе против братьев за трон. Возможно, сбросить с трона Орхана Хызыру помогли союзники .
В дальнейшем Хызыр принял сторону Исы Челеби, после того, как Мехмед Челеби одержал победу над войском Исы, Хызыр-Шах бежал в Манису, а в 1410 году Мехмед Челеби захватил Манису и казнил Хызыра. Большая часть бейлика перешла к Мехмеду Челеби и стала одним из санджаков, а Маниса стала резиденцией наследника престола. Не было ясно, кто правил в оставшейся части бейлика. Были предположения о третьем периоде правления Орхана. Но затем была найдена медная монета, отчеканенная в  814 (1411) году с именем Сарухана б. Исхака, значит, ещё один сын Исхака некоторое время правил в Манисе. Вероятно, это было после того момента, как Сулейман Челеби отступил в Румелию около 1409/10 года.
Орхан умер в  815 (1412) году.